# Дионисиев, Алексей
Алексей Йорданов Дионисиев (болг. Алексей Йорданов Дионисиев, узб. Aleksey Dionisiyev; род. 21 апреля 1973 года; Видин, Болгария) — болгарский и узбекистанский футболист, защитник. В настоящее время завершил профессиональную карьеру. Известен по выступлениям за национальную сборную Узбекистана.

## Карьера
Алексей Дионисиев начал свою профессиональную карьеру в 1992 году в составе команды родного города - «Бдине». В составе «Бдины» он выступал до 1993 года и за это время сыграл в 18 матчах и забил 1 гол. В начале 1994 года он перешёл в «Шумен» и выступал за этот клуб до конца 1996 года, где сыграл в 84 матчах и забил 8 голов. В последующие годы выступал за разные болгарские клубы которые выступали в различных по уровню лигах Болгарии.
В 2004 году он перешёл в греческий клуб «Патриакос» и выступал за этот клуб два сезона и сыграл в 25 матчах, забив 4 гола. В период 2005—2006 годов выступал за различные клубы Греции и Болгарии. В 2007 году Дионисиев играл в составе болгарского клуба «Вихрен». Именно в этом клубе он завершил свою профессиональную карьеру.

### Карьера в сборной Узбекистана
В 2001 году Алексей Дионисиев и ещё один болгарский футболист Георгий Георгиев были приглашены в национальную сборную Узбекистана. Вскоре они получили узбекские паспорта и начали выступать за сборную Узбекистана. Свой дебютный матч за сборную Узбекистана Алексей Дионисиев сыграл 23 апреля 2001 года в рамках отборочного турнира на путёвку к чемпионату мира 2002 против сборной Тайваня, где уже забил свой первый гол. В том матче сборная Узбекистана выиграла у сборной Тайваня со счётом 7:0. Всего за сборную Узбекистана, Дионисиев сыграл пять матчей и забил один гол.

## Достижения
- Чемпион Болгарии: 2000, 2001
- Обладатель Кубка Болгарии: 2000